# Monkombu Swaminathan
Pour les articles homonymes, voir Swaminathan.
Mankombu Sambasivan Swaminathan (en tamoul : மான்கொம்பு சாம்பசிவன் சுவாமிநாதன்), né le 7 août 1925 à Kumbakonam (Présidence de Madras, Inde britannique) et mort le 28 septembre 2023 à Madras (Tamil Nadu), est un généticien et agronome indien. Il est considéré comme l'un des pères de la Révolution verte indienne.
Il reçoit en 1987 le premier prix mondial de l'alimentation.